# Чернушка цельнолистная
Чернушка цельнолистная (лат. Nigella integrifolia) — однолетнее травянистое растение, вид рода Чернушка (Nigella) семейства Лютиковые (Ranunculaceae).

## Распространение и экология
Встречается в Средней Азии, Иране.
Растёт в пустынных (полынных) степях, кустарниковых зарослях, на каменистых склонах, сорных местах, в посевах.

## Ботаническое описание
Стебель высотой 5—25 см, простой или иногда сильно ветвистый, прямой.
Нижние листья цельные, линейно-ланцетные или продолговато-ланцетные, длиной 2—3 см; стеблевые — сидячие, пальчато-надрезанные на узколинейные или линейные дольки.
Чашелистики в числе 5, прямые, длиной до 5—8 мм, продолговатые или яйцевидно-продолговатые, синие.
Плод — листовка, в числе 3, вздутые, длиной 5—6 мм. Семена треугольно-сплюснутые.

## Классификация

### Таксономия
Вид Чернушка цельнолистная входит в род Чернушка (Nigella) подсемейства Лютиковые (Ranunculoideae) семейства Лютиковые (Ranunculaceae) порядка Лютикоцветные (Ranunculales).
|  |                                      |  |                                                             |                                                             |                     |  | ещё 9 семейств (согласно Системе APG II) | ещё 9 семейств (согласно Системе APG II) |                        |  |  |  | ещё около 40 родов (согласно Системе APG II) | ещё около 40 родов (согласно Системе APG II) |  |  |
|  |                                      |  |                                                             |                                                             |                     |  | ещё 9 семейств (согласно Системе APG II) | ещё 9 семейств (согласно Системе APG II) |                        |  |  |  | ещё около 40 родов (согласно Системе APG II) | ещё около 40 родов (согласно Системе APG II) |  |  |
|  |                                      |  |                                                             | порядок Лютикоцветные                                       |                     |  |                                          |                                          | подсемейство Лютиковые |  |  |  |                                              | вид Чернушка цельнолистная                   |  |  |
|  |                                      |  |                                                             | порядок Лютикоцветные                                       |                     |  |                                          |                                          | подсемейство Лютиковые |  |  |  |                                              | вид Чернушка цельнолистная                   |  |  |
|  | отдел Цветковые, или Покрытосеменные |  |                                                             |                                                             | семейство Лютиковые |  |                                          |                                          | род Чернушка           |  |  |  |                                              |                                              |  |  |
|  | отдел Цветковые, или Покрытосеменные |  |                                                             |                                                             |                     |  |                                          |                                          |                        |  |  |  |                                              |                                              |  |  |
|  |                                      |  | ещё 44 порядка цветковых растений (согласно Системе APG II) | ещё 44 порядка цветковых растений (согласно Системе APG II) |                     |  |                                          | ещё 4 подсемейства                       | ещё 4 подсемейства     |  |  |  | ещё около 25 видов (согласно Системе APG II) |                                              |  |  |
|  |                                      |  |                                                             | ещё 44 порядка цветковых растений (согласно Системе APG II) |                     |  |                                          |                                          | ещё 4 подсемейства     |  |  |  |                                              |                                              |  |  |